# Baba Vanga
Vangelia Pandeva Gushterova (nascida Vangelia Pandeva Surcheva; em búlgaro:  Вангелия Пандева Гущерова; nascida Вангелия Гущерова; Estrúmica, 3 de outubro de 1911 – Sófia, 11 de agosto de 1996), mais conhecida como Baba Vanga (em búlgaro:  Баба Ванга, lit. "Avó Vanga") foi uma mística e fitoterapeuta búlgara. Cega desde a infância, Gushterova passou a maior parte de sua vida na região de Petrich, na Bulgária.
No final dos anos 1970 e 1980, ela se tornou amplamente conhecida na região do Pacto de Varsóvia na Europa Oriental por suas alegadas habilidades de clarividência e precognição. Zheni Kostadinova afirmou em 1997 que milhões de pessoas acreditavam que ela possuía habilidades paranormais.

## Biografia
Vanga nasceu em 3 de outubro de 1911, filha de Pando Surchev (7 de maio de 1873 – 8 de novembro de 1940) e Paraskeva Surcheva em Estrúmica. Ela era um bebê prematuro que sofria de complicações de saúde. De acordo com a tradição local, o bebê não recebeu um nome até que fosse considerado provável que sobrevivesse. Quando o bebê chorou pela primeira vez, uma parteira foi até a rua e perguntou a um estranho que sugerisse um nome. O estranho propôs Andromaha (Andrómaca), mas isso foi rejeitado por ser "muito grego" durante um período de sentimento anti-helênico na sociedade búlgara macedônia. A proposta de outra estranha foi um nome grego, mas em búlgaro: Vangelia (do grego Evangelos).

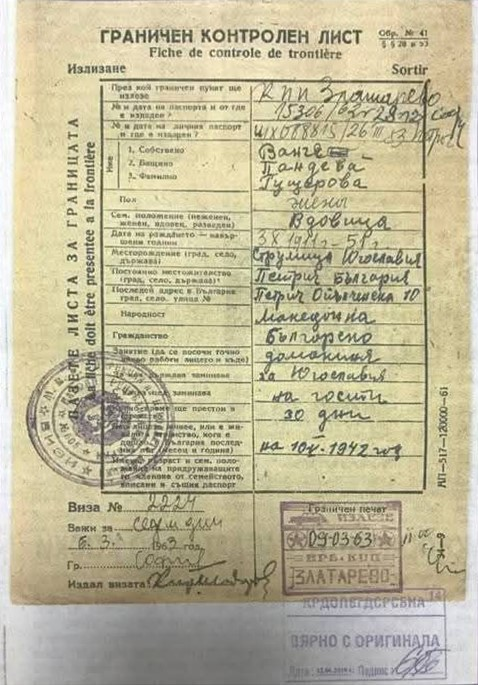
Folha de controlo fronteiriço de Baba Vanga de 1963, que afirma que ela é de etnia macedónia.

Em sua infância, Vangelia era uma criança comum com olhos castanhos e cabelos loiros. Seu pai era um ativista da Organização Revolucionária Interna da Macedônia, que foi recrutado para o exército búlgaro durante a Primeira Guerra Mundial. Sua mãe morreu logo depois, o que deixou Vanga dependente do cuidado e da caridade de vizinhos e de amigos próximos da família durante grande parte de sua juventude. Após a guerra, Estrúmica foi cedida ao Reino dos Sérvios, Croatas e Eslovenos (ou seja, Iugoslávia). As autoridades iugoslavas prenderam seu pai por causa de sua atividade pró-búlgara. Eles confiscaram todas as suas propriedades e a família ficou na pobreza por muitos anos.
De acordo com seu próprio testemunho, uma virada em sua vida ocorreu quando um 'tornado' supostamente a ergueu no ar e a jogou em um campo próximo. Ela foi encontrada após uma longa busca. Testemunhas a descreveram como muito assustada e seus olhos estavam cobertos de areia e poeira. Ela não conseguia abri-los por causa da dor. Na época, havia dinheiro apenas para uma operação parcial para curar os ferimentos que ela havia sofrido, o que causou perda gradual da visão.
Em 1925, Vanga foi trazida para uma escola para cegos na cidade de Zemun, onde passou três anos e aprendeu a ler braille, tocar piano, além de tricotar, cozinhar e limpar. Após a morte de sua madrasta, ela teve que voltar para casa para cuidar de seus irmãos mais novos. Sua família era muito pobre e ela trabalhava o dia todo.
Em 1939, Vanga contraiu pleurisia, embora tenha permanecido praticamente inativa por alguns anos. A opinião do médico era de que ela morreria em breve, mas ela se recuperou rapidamente.

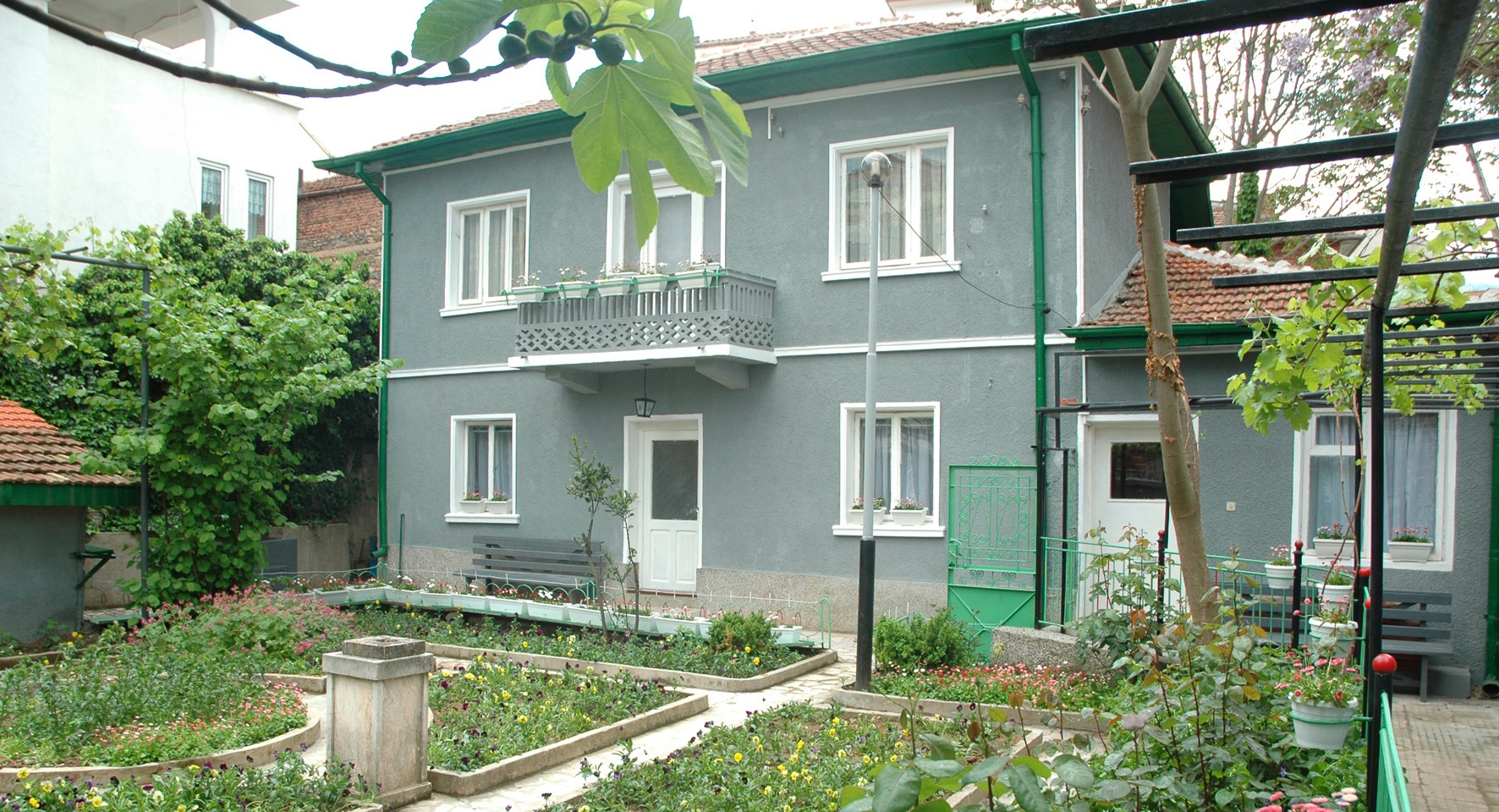
A casa de Vanga em Petrich

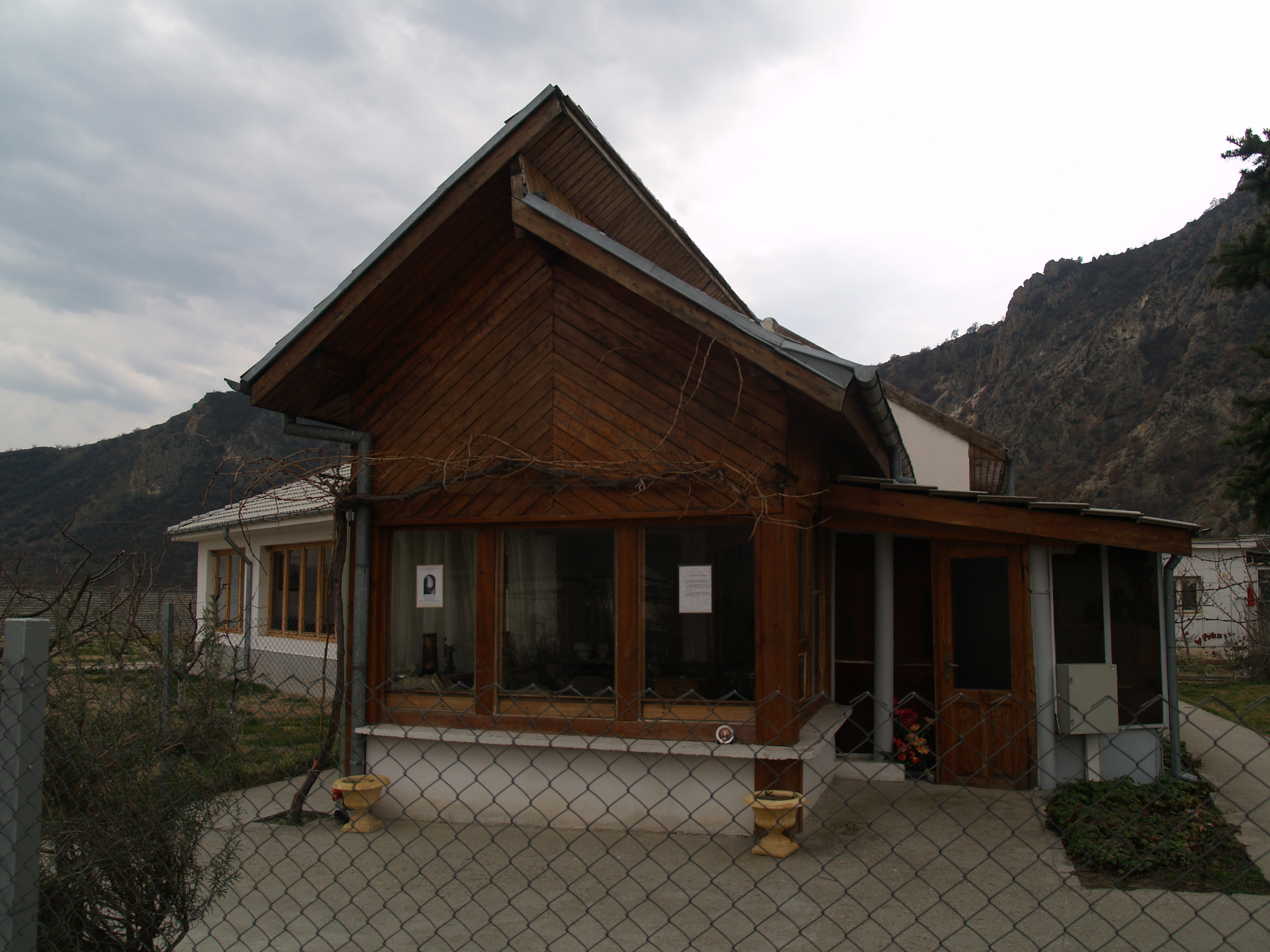
Última casa de Vanga (construída em 1970) em Rupite, Petrich

Durante a Segunda Guerra Mundial, a Iugoslávia foi invadida e desmembrada pelas potências do Eixo e Estrúmica foi anexada pela Bulgária. Naquela época, Vanga atraiu crentes em sua habilidade de curar e adivinhar – várias pessoas a visitavam, na esperança de obter uma dica sobre se seus parentes estavam vivos ou para encontrar o lugar onde morreram. Em 8 de abril de 1942, o czar búlgaro Boris III a visitou.
Em 10 de maio de 1942, Vanga casou-se com Dimitar Gushterov, um soldado búlgaro da aldeia de Krandzhilitsa perto de Petrich, que viera pedir informações sobre os assassinos de seu irmão, mas que prometeu a ela que não buscaria vingança. Pouco antes do casamento, Dimitar e Vanga mudaram-se para Petrich, onde ela logo se tornou conhecida. Dimitar foi então convocado para o exército búlgaro e teve que passar algum tempo no norte da Grécia, que foi anexada pela Bulgária na época. Ele contraiu outra doença em 1947, virou alcoólatra e acabou morrendo em 1º de abril de 1962.
Ela continuou a ser visitada por pessoas que acreditavam em seus supostos dons paranormais. Após a Segunda Guerra Mundial, políticos e líderes búlgaros de diferentes repúblicas soviéticas, incluindo, supostamente, o secretário-geral do Partido Comunista da União Soviética, Leonid Brezhnev, procuraram seu conselho; na década de 1990, uma igreja foi construída em Rupite por Bogdan Tomalevski com dinheiro deixado por seus visitantes. Vanga morreu em 11 de agosto de 1996 por conta de um câncer de mama. Seu funeral atraiu grandes multidões.
Cumprindo a última vontade e testamento de Vanga, sua casa em Petrich foi transformada em um museu, que abriu suas portas para visitantes em 5 de maio de 2008.

## Trabalho

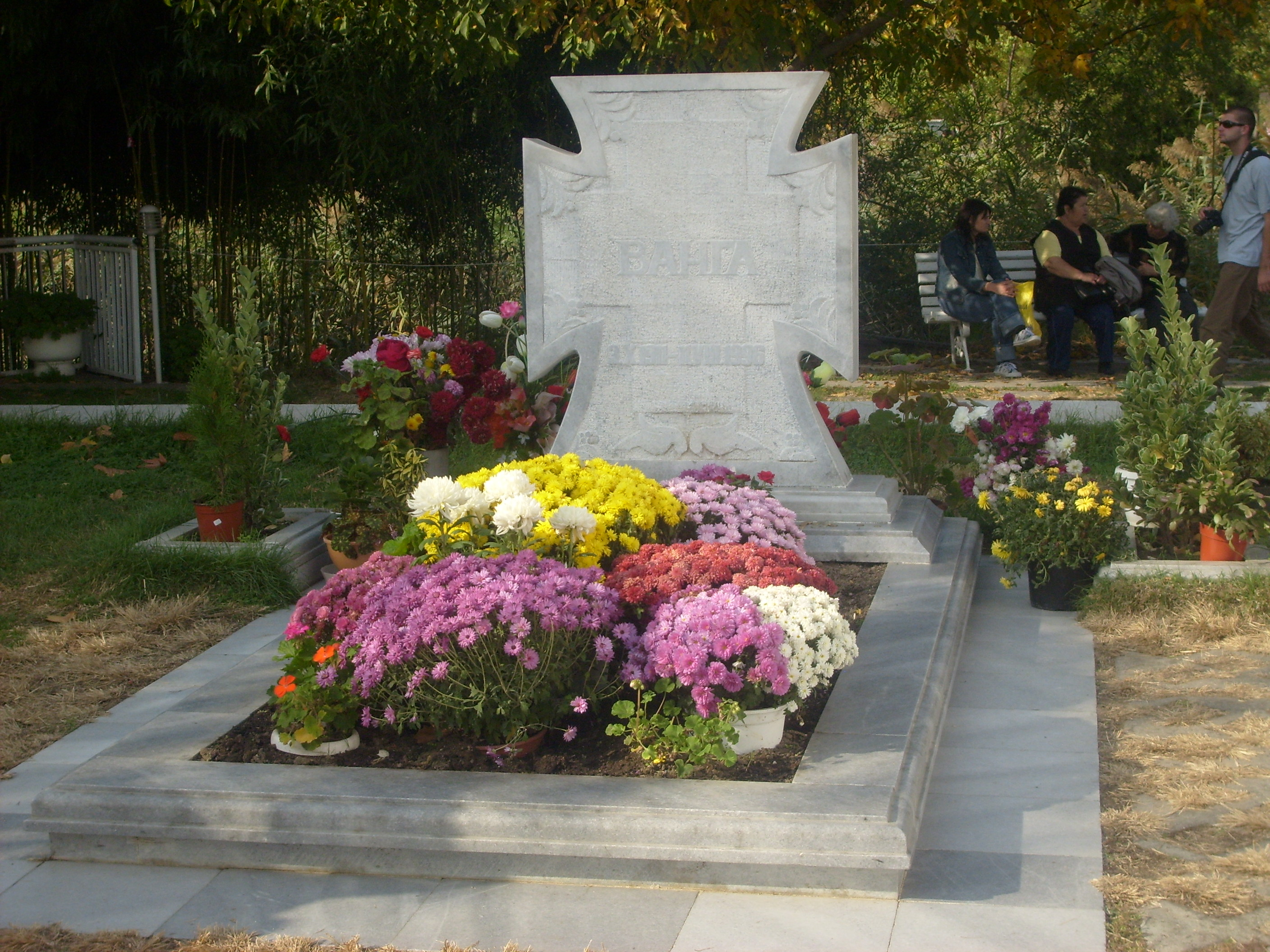
O túmulo de Baba Vanga

Vanga era semi-analfabeta em búlgaro; ela podia ler um pouco de braile em sérvio, como aprendeu em Zemun. Ela não escrevia nenhum livro sozinha. O que ela dizia, ou supostamente dizia, era registrado por membros da sua equipe. Mais tarde, vários livros esotéricos sobre a vida e as previsões de Vanga foram escritos.
Algumas fontes, como a obra The Weiser Field Guide to the Paranormal, afirmam que ela previu a dissolução da União Soviética, o desastre de Chernobyl, a data da morte de Stalin, o naufrágio do submarino russo Kursk, os ataques de 11 de setembro, a vitória de Topalov no torneio mundial de xadrez e as tensões com a Coreia do Norte. Por outro lado, fontes búlgaras afirmam que as pessoas próximas a ela afirmam que ela nunca profetizou sobre Kursk ou a Terceira Guerra Mundial e que muitos dos mitos sobre Vanga simplesmente não são verdadeiros. Algumas evidências também foram apresentadas de que Baba Vanga não fez muitas das previsões agora atribuídas a ela, mas que, na verdade, novas "profecias" falsas são atribuídas a ela desde sua morte, sendo que a falta de um registro escrito de suas previsões torna difícil refutar essas alegações.
Em 1966, após seu aumento em sua popularidade e consequentemente do número de pessoas que queriam vê-la, o governo búlgaro colocou Vanga na folha de pagamento do Estado. Ela recebeu duas secretárias e um júri para entrevistar pacientes em potencial. Além disso, os Institutos de Sugestologia e Parapsicologia de Sófia e Petrich também estudaram as habilidades psíquicas de Vanga.
No início de agosto de 1976, a atriz e cantora iugoslava Silvana Armenulić estava em turnê na Bulgária e decidiu encontrar Baba Vanga. Vanga apenas se sentou e olhou pela janela de costas para Silvana, nunca falando com ela. Depois de muito tempo, Vanga finalmente falou: "Nada. Você não tem que pagar. Eu não quero falar com você. Agora não. Vá e volte em três meses." Enquanto Silvana se virava e caminhava em direção à porta, Vanga disse: "Espere. Na verdade, você não poderá vir. Vá, vá. Se você puder voltar em três meses, volte". Silvana interpretou isso como uma confirmação de que morreria e deixou a casa de Vanga aos prantos. Armenulić morreu dois meses depois, em 10 de outubro de 1976, em um acidente de carro com sua irmã Mirjana.
Vanga previu incorretamente que a final da Copa do Mundo FIFA de 1994 seria disputada entre "duas equipes começando com B". Um dos finalistas foi o Brasil, mas a Bulgária foi eliminada pela Itália nas semifinais. De acordo com o The National, Vanga previu que a Terceira Guerra Mundial começaria em novembro de 2010 e duraria até outubro de 2014.
Seguidores de Vanga acreditam que ela previu a data precisa de sua própria morte, sonhando que morreria em 11 de agosto e que seria enterrada em 13 de agosto. Pouco antes, ela dissera que uma menina cega de dez anos que morava na França herdaria seu dom e que logo as pessoas ouviriam falar dela.
Outra previsão atribuída a ela é a de que o 45º presidente dos Estados Unidos seria o último comandante-chefe do país. Também foi alegado que Vanga previu corretamente que o 44º presidente seria um afro-americano. Os partidários de Vanga também afirmaram que ela previu que o 45º presidente terá uma "personalidade messiânica" e que enfrentaria uma crise que eventualmente "derrubará o país".

### Estudos
Em 2011, foi feita uma tentativa de resumir sistematicamente o conhecimento existente sobre Vanga no documentário Vanga: The Visible and Invisible World.
Vários pesquisadores estudaram o fenômeno de Vanga na tentativa de estabelecer se ela tinha alguma capacidade extraordinária. Um dos primeiros estudos foi iniciado pelo governo búlgaro e é descrito no filme Fenomen, dirigido por Nevena Tosheva. Psiquiatras búlgaros e Georgi Lozanov também estudaram as capacidades do Vanga. De acordo com Jeffrey Mishlove, cerca de 80% das previsões de Vanga se revelaram precisas. Além disso, um livro foi escrito sobre ela pelo escritor e publicitário russo Andrei Kudin, que escreveu vários livros sobre a história da Bulgária e da China.
As previsões da suposta clarividente, ao lado das especulações políticas e críticas ao redor do tema, continuam a aparecer na mídia em diferentes países e em diferentes línguas.